# Шеф царске куће Бразила
Шеф бразилске царске куће (порт. Chefe da Casa Imperial do Brasil) је неформална титула коју су креирали бразилски монархисти, позицију коју заузима вођа бивше бразилске царске породице која је тренутно Бертран од Орлеанс-Браганзе од 2022.  Након смрти последњег императора Бразила Педра II 1891.. 
Бразилски монархисти потврђују да би, задржавајући логику успостављену бразилским уставом из 1824. године, ова титула поштовала линију суверенитета јус сангуинис, била додељена најстаријем мушком директном потомку Педра I, а ако то не успе, вароа. Да је носилац титуле потомак бразилске царске породице, као што је била Изабел Леополдина де Браганса, која се удала за принца Гастаа од Орлеана 1864. године, титула никада не би била пренета на њеног мужа, који је главни супруг Царске куће Бразилац. Марија Елизабета Баварска била је супруга главе царског дома. 
6 људи је већ користило титулу шефа царске куће, а то су: Педро I, Педро II, Изабела, Педро Хенрике, Луиз и Бертран

## Списак главара Царске куће

### Вассоурас линија
| Слика | Презиме                           | Раздобље                         |
| ----- | --------------------------------- | -------------------------------- |
|       | Педро I                           | 12. октобар 1822 – 7. април 1831 |
|       | Педро II                          | 23. јул 1840 — 15. новембар 1889 |
|       | Изабела од Браганце               | 11. јун 1847 — 19. јул 1848      |
|       | Педро Хенрике од Орлеанс-Браганце | 14. новембар 1921 — 5. јул 1981  |
|       | Луиз од Орлеанс-Браганце          | 5. јул 1981. — 15. јул 2022.     |
|       | Бертран од Орлеанс-Браганце       | 15. јул 2022 – актуелно          |

## Династичко питање 1908
Године 1908, Педро де Алкантара, тада царски бразилски принц у егзилу, желео је да се ожени грофицом Елизабетом Добрженски де Добрженич (1875–1951), чија је породица припадала племству Краљевине Бохемије.  Грофица, међутим, није припадала владајућој или раније владајућој династији, као што су традиције Орлеана и Браганзе очекивале од невеста. Пошто је принц Педро желео да се ожени уз благослов своје мајке, одрекао се права на престо Бразила у Кану 30. октобра 1908. Ако је одрицање Педра де Алкантаре из 1908. било валидно, његов брат Луиз (и на крају, Педро Хенрике) постао је следећи у реду наследства после њихове мајке.   Изабелин положај на челу бразилске царске куће трајао је до њене смрти 1921. године, када се сматра да ју је наследио њен унук, принц Педро Хенрике од Орлеанс-Брагансе.   Педро Хенрике је био старији син принца Луиза, друго дете Изабел и ветеран Првог светског рата који је умро 1920. од болести од које је оболео у рововима. 

Династички спор око бразилске круне почео је након 1940. године када је принц Педро Гастао од Орлеанс-Браганзе, најстарији син Педра де Алкантаре, одбацио одрицање свог оца и затражио челништво у бразилској царској кући.  
Педро Гастао је активно водио кампању подршке бразилском референдуму 1993. о обнављању бразилске монархије, који би био одложен за накнадну одлуку парламента о томе који потомак бивше царске породице треба да заузме трон да је монархија поново успостављена, али опција рестаурација је поражена упркос томе што је прикупила око 17 милиона гласова. Након смрти Педра Гастаа 2007. године, његов најстарији син принц Педро Карлос и млађа деца прогласили су се републиканцима.  Неколико унука Педра Гастаа такође има двојно држављанство. 

## Вассоурас грана
Како садашњи шеф огранка Вассоурас Бертранд такође нема деце и никада није био ожењен, ако Бертран умре, вођство ће прећи на његовог брата Антонија који је ожењен белгијском принцезом Кристин де Лиг, сестром шефа куће. од Лиње Мишела, тренутно Антонио Жоао носи закониту титулу царског принца Бразила, као претпостављени наследник свог брата Бертранда. Антонио Јоао је имао 4 деце: Педра, Амелије Марију, Рафаела Антонија и Марију Габријелу. Антониов први син, Педро, умро је на лету 447 Ер Франса   и био је четврти у наследној линији када је умро,  Антонијева друга ћерка, Амелија Марија, након удаје је морала да поднесе оставку њена династијска права и бразилска кнежевска титула, иако тако нешто законски није дозвољено бразилским монархијским уставом без одобрења парламента, де фацто је била пета у реду сукцесије бразилског престола до њеног наводног одрицања.   Антони трећи син, Рафаел,  тренутно има праву титулу принца од Грао-Пара, Антонијево последње дете, Марија Габријела, је четврта у низу наследства која је водила Царску кућу.
Тренутно, Елеонора де Лигне, је пета у низу наследства на челу царске куће Бразила, удала се за шефа куће Лигне из Белгије, Мицхела од Лигне, са којим је имала двоје деце: принцезу Алик и Хенрија Антоан од Лиња.

## Филијала Петрополис
За друге, особа која је по праву наследила Изабелу Леополдину на челу царске куће био је њен син Педро де Алкантара, сматрајући инструмент оставке који је он потписао ништавим. Након смрти Педра де Алкантаре (1940), његов син Педро Гастао  (до 2007) и његов унук Педро Карлос од Орлеанс-Браганце  би узастопно ускрснули. 